# Afrikaanse luipaard
De Afrikaanse luipaard (Panthera pardus pardus) is een ondersoort van de luipaard en komt voor in het grootste gedeelte van Sub-Saharisch Afrika. In 2008 werd het dier door de IUCN betiteld als "near threatened" (gevoelig), waardoor deze ondersoort waarschijnlijk binnenkort de status "kwetsbaar" zal krijgen. De reden voor de achteruitgang in aantallen van de Afrikaanse luipaard is met name verlies aan leefgebied en het feit dat de exemplaren te verspreid leven om nog in contact met elkaar te kunnen komen. Buiten beschermde gebieden komt deze ondersoort vrijwel niet meer voor en de aantallen nemen nog steeds af.

## Beschrijving

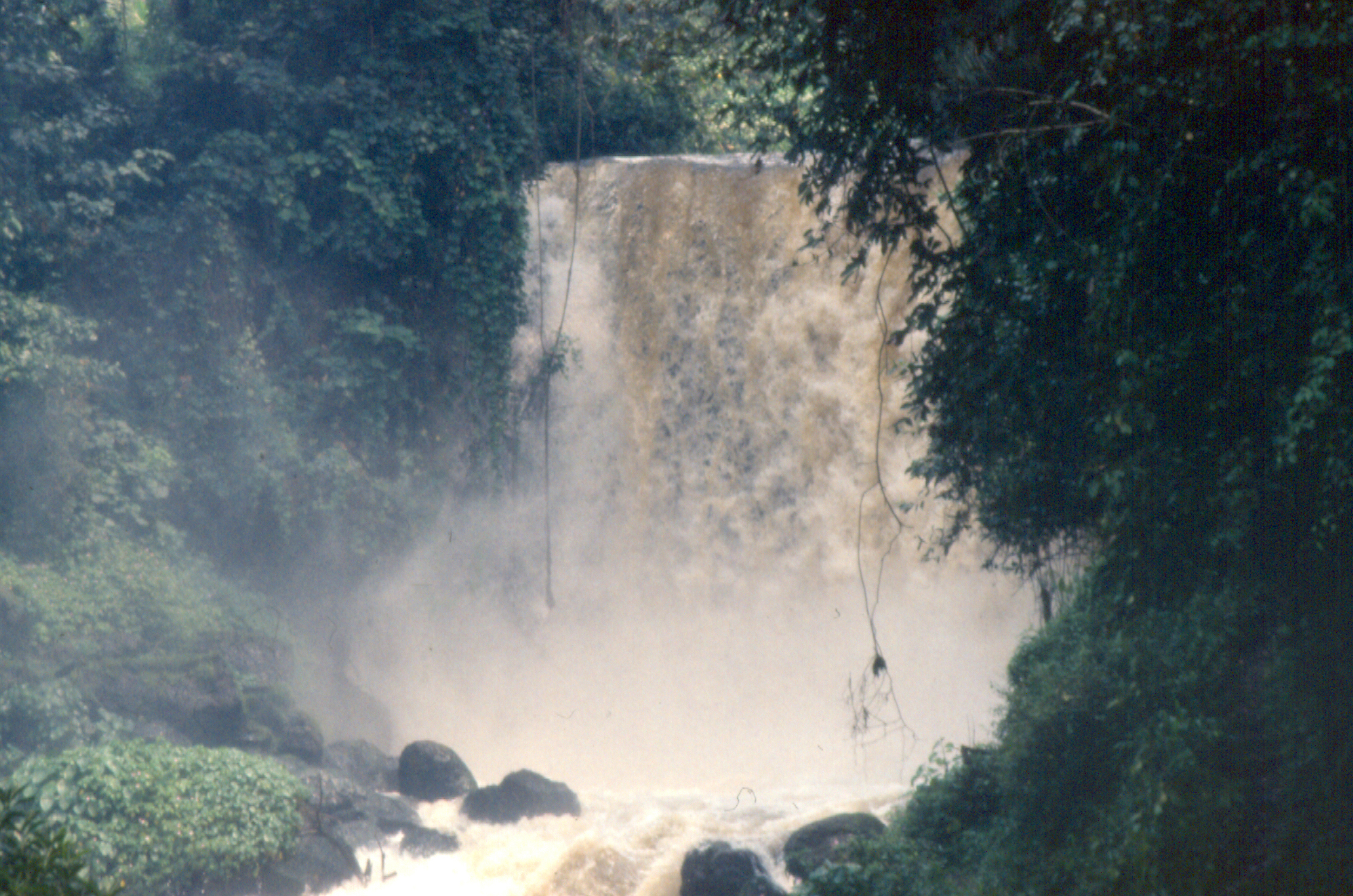
De Afrikaanse luipaard komt voor in het Nationaal park Virunga

### Uiterlijk en voorkomen
De nominaatvorm voldoet aan de beschrijving die onder de soort is gegeven (zie luipaard). Het kleurenpatroon van de vacht van de Afrikaanse luipaard heeft een grote variatie, afhankelijk van de plaats en habitat. De kleuren wisselen van bleek geel tot diep goud en geelbruin en soms zwart, waarop zich zwarte rozetten bevinden. De kop, poten en buik zijn bedekt met zwarte vlekken. Mannetjes zijn groter dan vrouwtjes en wegen gemiddeld 60 tot 91 kilogram, waar vrouwtjes niet meer dan 40 kilogram worden. Tussen 1996 en 2000 werden 11 luipaarden in Namibië gewogen; de mannetjes wogen gemiddeld slechts 52,3 kilogram en de vrouwtjes 33,5.  Luipaarden uit de bergen van de Kaapprovincie zijn anders dan de dieren die meer naar het noorden leven. Hun gewicht is soms maar de helft van hun noordelijke soortgenoten.
De Afrikaanse luipaard komt het meest voor in Sub-Saharisch Afrika, zowel in het regenwoud als in woestijngebieden. Zij leven in vrijwel alle gebieden waar de jaarlijkse regenval boven de 50 mm is maar komen ook voor in gebieden met minder regen aan rivieroevers. Zelfs op grote hoogten zijn ze waargenomen, tot 5.700 meter boven de zeespiegel, bijvoorbeeld op plekken op de Ruwenzori-bergen en de Virungavulkaan; ze zijn ook gezien terwijl ze thermaal water (37 graden Celsius) dronken in het Nationaal park Virunga. De soort kwam vroeger ook wel dicht bij mensen voor, nabij grote steden. Maar al in de jaren tachtig van de twintigste eeuw nam hun aantal in het grootste gedeelte van West-Afrika af en is de soort daar nu zeldzaam. Uit Noord-Afrika is een kleine relictpopulatie bekend, die leeft in het Atlasgebergte van Marokko.
De mannetjes zijn sterker en groter en hebben meer voedsel nodig. Ze jagen op gnoes en andere antilopen, knobbelzwijnen, herten en kleinere dieren. Als de luipaard een prooi heeft gevangen sleept hij die meestal mee een boom in om hyena's en leeuwen te mijden. De Afrikaanse luipaard kan tot 250 kilo prooi mee een boom in slepen. De luipaard leeft het meest 's nachts. Bij daglicht valt de luipaard veel meer op.
Zoals de meeste katachtigen zien luipaarden heel goed in het donker en zien dan zes keer beter dan de mens. Het reukvermogen is ook heel goed, ze kunnen zelfs beter ruiken dan een tijger. Ook het gehoor is goed.
Achterindische panter (P. p. delacouri) · Indische panter (P. p. fusca) · Sri Lankaanse panter (P. p. kotiya) · Javaanse panter (P. p. melas) · Arabische luipaard (P. p. nimr) · Amoerpanter (P. p. orientalis) · Afrikaanse luipaard (P. p. pardus) · Perzische panter (P. p. saxicolor) · Anatolische panter (P. p. tulliana)